# Яссы
Я́ссы (рум. Iași) — город в Румынии, административный центр Ясского жудеца, бывшая столица Молдавского княжества, центр Западной Молдавии. По данным переписи 2002 года население Ясс составляло около 320 тыс. человек (3-е место в стране после Бухареста и Констанца), но затем несколько уменьшилось: согласно переписи 2011 года — до 290 422 человек (4-е место). К 2023 году население города снова выросло до 308 892 человек.

## Географическое положение
Город расположен между Ясским хребтом и долиной реки Жижия, исторически находясь на перекрёстке важнейших торговых путей. Город стоит на 7 холмах, как Рим, Москва и Стамбул. Названия холмов — Четэцуя, Копоу, Бучум-Пэун, Шорогарь, Галата, Репедя и Брязу.
Через Яссы протекает река Бахлуй, приток реки Жижия.
Климат континентальный, влажный, с тёплым летом и холодной зимой. В среднем в год выпадает около 600 мм осадков (от 25 мм в октябре до 100 мм в июне).
| Показатель                    | Янв. | Фев. | Март | Апр. | Май  | Июнь | Июль | Авг. | Сен. | Окт. | Нояб. | Дек. | Год  |
| ----------------------------- | ---- | ---- | ---- | ---- | ---- | ---- | ---- | ---- | ---- | ---- | ----- | ---- | ---- |
| Средний суточный максимум, °C | −0,1 | 2,1  | 8,1  | 16,5 | 22,4 | 25,3 | 26,8 | 26,6 | 22,7 | 16,1 | 8,4   | 2,7  | 14,8 |
| Средняя температура, °C       | −3,7 | −1,8 | 3,0  | 10,3 | 16,1 | 19,2 | 20,5 | 19,9 | 15,9 | 10,0 | 4,3   | −0,6 | 9,4  |
| Средний суточный минимум, °C  | −6,9 | −4,8 | −0,8 | 5,2  | 10,4 | 13,7 | 15,0 | 14,3 | 10,7 | 5,5  | 1,1   | −3,4 | 5,0  |
| Норма осадков, мм             | 32   | 31   | 31   | 53   | 63   | 101  | 83   | 56   | 48   | 25   | 35    | 31   | 589  |
| Источник: World Climate       |      |      |      |      |      |      |      |      |      |      |       |      |      |

## Этимология
Яссами называли сарматское племя аланов, которые в раннем Средневековье были кочевым народом. Согласно Никифору Григоре, приняв христианство, они осели в Византийской империи.
Некоторые историки[кто?] относят их к языгам, которых Овидий описывает так:

Ipse vides onerata ferox ut ducata «Iasyx»/ Per media Istri plaustra bubulcus aquas.
«Jazyges» et Colchi Metereaque turba Getaque/ Danubii mediis vix prohibentur aquis.
Другой историк[кто?] указал, что ясы (лат. iasians) жили среди половцев и покинули Кавказ, изгнанныe монгольским нашествием, которое закончилось Битвой на Калке в 1223 году.
Яссы, как и все сарматы, были умелыми лучниками. В венгерском языке слово ijász означает «лучник».
Повесть временных лет, а также Новгородская летопись, упоминают название города:

На Дунаи, Видычев град, о седми стенах каменных, Мдин. И об ону страну Дунаа. Тернов, ту лежить святаа Пятница. А по Дунаю, Дрествин. Дичин, Килиа. А на усть Дунаа, Новое село. Аколякра . На море, Карна. Каварна. А на сеи стороне Дунаа. На усть Днестра над морем, Белъгород, Ясьскыи торг на Пруте реце. Романов торг на Молдове. Немечь в горах. Корочюнов камен. Сочява. Серет. Баня. Чечюнь. Коломыя. Городок на Черемоше. На Днестре Хотень. А се болгарскыи и волоскии гради.— Новгородская первая летопись
Яссы вместе с некоторыми болгарскими и валашскими городами упоминаются в Списке русских городов дальних и ближних.

## Население
Согласно данным переписи 2002 года, в городе проживало 320 888 человек. На тот момент Яссы являлись вторым по численности населения городом в Румынии после Бухареста. В настоящее время численность населения уменьшается.
По состоянию на 2002 год, 98,5 % населения составляли румыны, 0,59 % — цыгане, по 0,13 % — евреи, греки и липоване, 0,08 % — венгры, 0,05 % — немцы и 0,39 % — другие народы.

## История
Яссы входили в ареал культуры Триполье — Кукутень. В окрестностях города были найдены артефакты, говорящие о проживании фракийских и сарматских племен в этих местах и торговле между римлянами и даками: на улице Чуркь — амфора, а на холме Четэцуя — римские императорские монеты. Кроме них, находили также дакийские и аланские могилы и украшения.
В XIV веке в Яссах была значительная русская община, из-за чего он упомянут под названием «Ясьскыи торгъ на Прутѣ рѣцѣ» в летописном «Списке русских городов дальних и ближних».
В XIV веке в Яссах также обосновались армяне. Построенная в 1395 году армянская церковь Святой Богородицы стала не только первой церковью в городе, но и первым свидетельством о его существовании.
Первое упоминание о городе в грамоте-привилегии, предоставленной Александром Добрым львовским купцам, относится к 1408 году. По его приглашению из Польши в Молдову в 1418 году переселилось около 3000 армянских семей, часть из которых поселилась в Яссах.
В 1491 году начались работы по строительству церкви Святого Николая, основанной Стефаном Великим.

В XV веке были построены первые стены королевского двора Ясс.

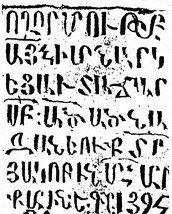
Надпись 1395 года о создании армянской церкви в Яссах
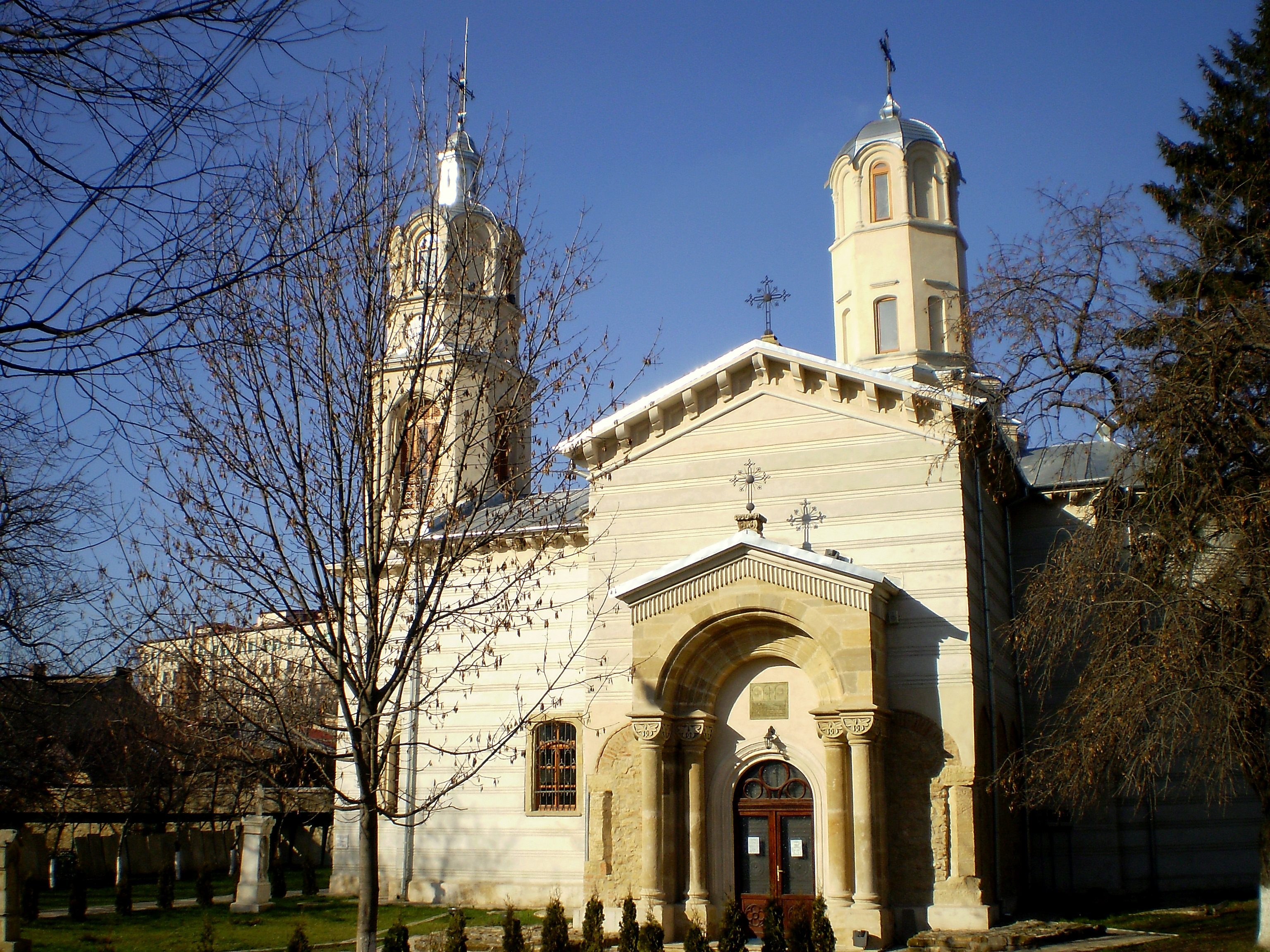
Армянская церковь Святой Богородицы (1395 г.)
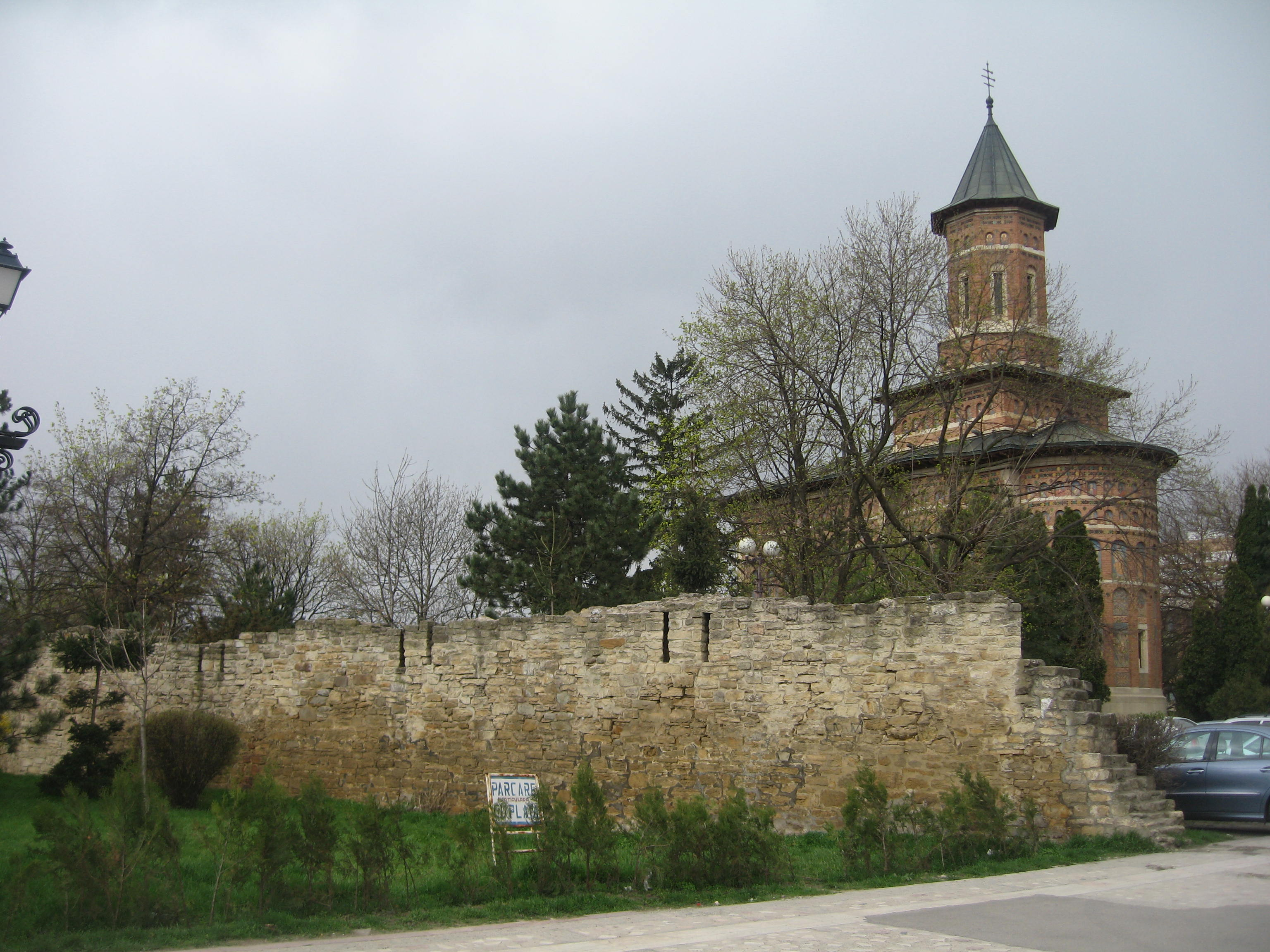
Руины первого королевского двора Ясс и церковь Святого Николая
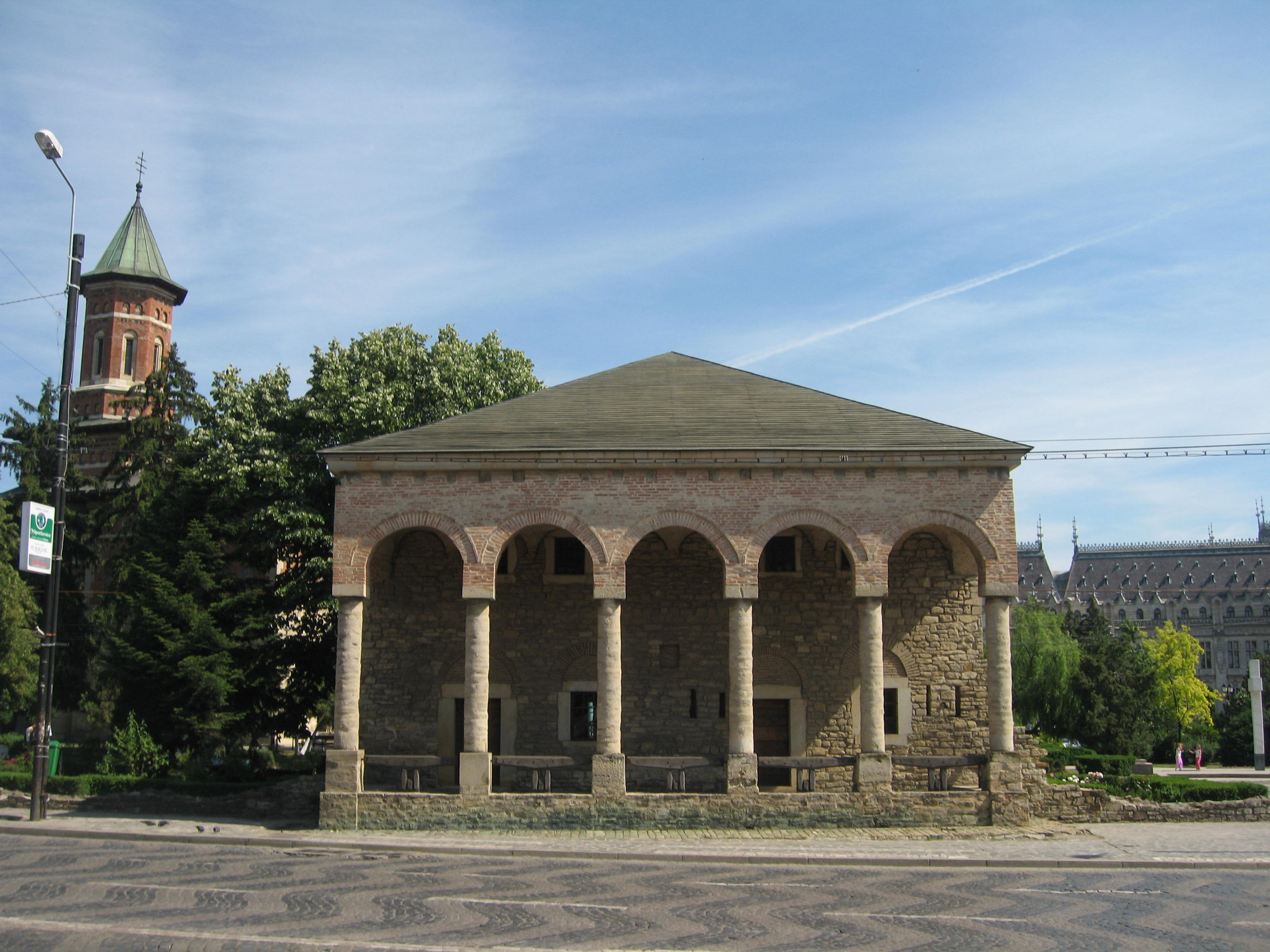
Резиденция Ясского и Молдавского митрополита с 1564 года

С 1565 до 1862 года Яссы были столицей Молдавского княжества. В Яссах была сторожевая башня (рум. Turnul de Strajă) для защиты от захватчиков. С объединением Молдавии и Валахии, в 1859—1862 годах в Яссах находилось одно из двух правительств Румынии.
В 1564 году Александр Лэпушняну перенёс столицу и религиозный центр из Сучавы в Яссы. С тех пор и религиозный центр Молдавии был перемещён. Князья Молдавии с тех пор короновались в церкви Святого Николая.
Василий Лупу, господарь Молдавии, построил в Яссах церковь Трёх Святителей. Она была освящена Варлаамом, митрополитом Молдавским, написавшим также Казанию, первую книгу на румынском языке.
Позже Митрополит Дософтей печатает в Яссах книги на румынском языке: Viaţa şi petriaceria sfinţilor , Molitălvnic de-nţeles и др.
В том же[каком?] году город был сожжён османами, монголо-татарами и русскими.
В 1643 году Пётр Могила, Митрополит Киевский, созвал Ясский Синод, в котором были обсуждены принципы веры, которые могли препятствовать распространению кальвинизма в православных государствах.
В 1711 году в Яссах молдавский господарь Дмитрий Кантемир присягнул на верность России. В том же году он основал Королевскую Академию (Академия Домнеаскэ).
С 1785 года до начала 1787 года до начала русско-турецкой войны, в Яссах находился русский вице-консул майор Иван Лаврентьевич Селунский.
29 декабря 1791 (9 января 1792) году был заключен мирный договор между Россией и Османской империей, положивший конец русско-турецкой войне 1787—1791 годов.

В 1792 году, по завершении войны, в Яссах расположилось русское консульство, которое возглавил Иван Северин.

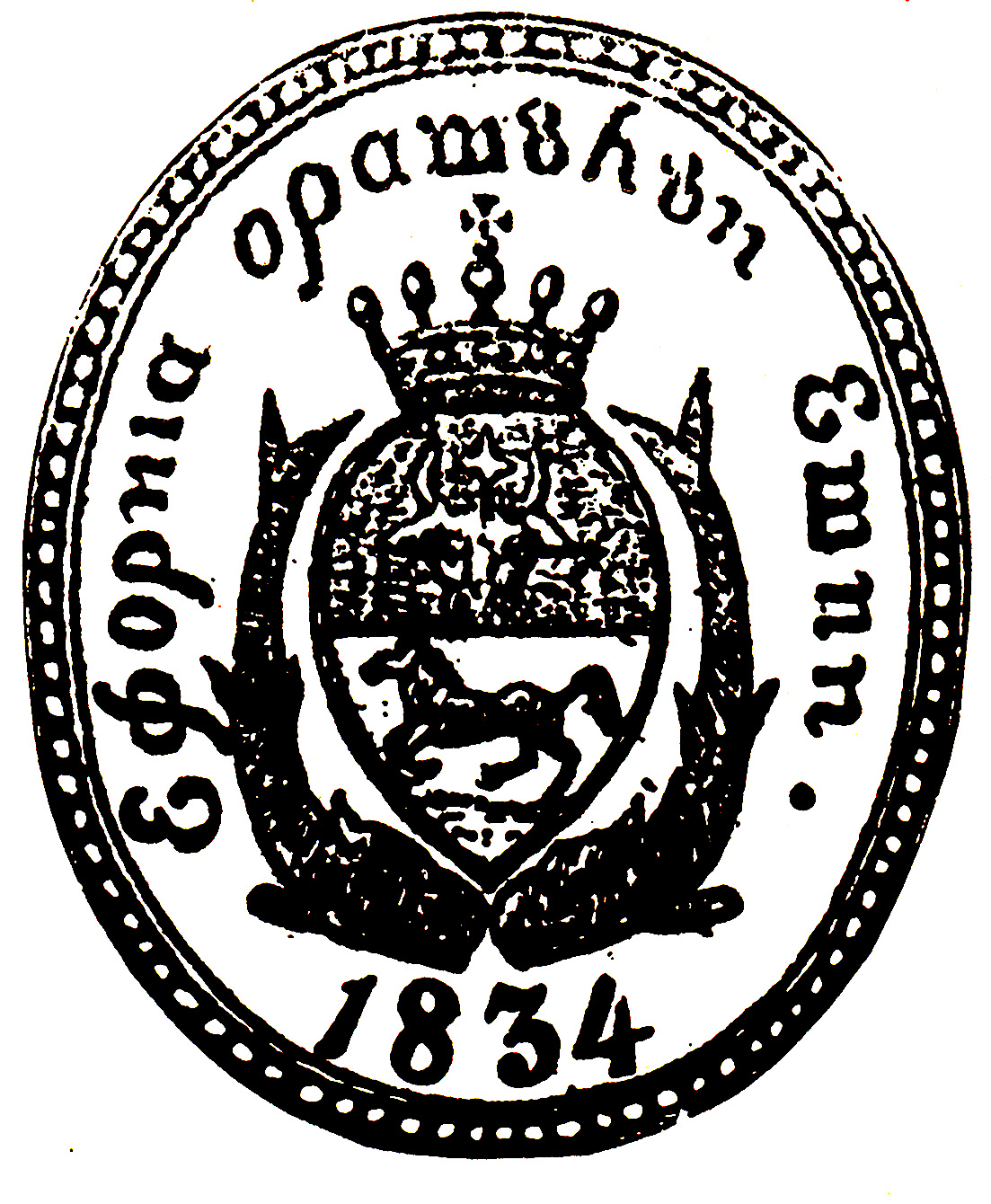
Герб Ясс 1834 года

В XIX веке были построены многие ясские учреждения культуры. Михайлянская академия, самое известное учебное заведение в Молдове первой половины XIX века, было заменено Ясским университетом.
В 1916—1918 годах в Яссах находилось правительство Румынии, поддерживавшее союзные отношения с Антантой (Бухарест был оккупирован австрийскими войсками). Также в городе находился штаб русского Румынского фронта, откуда в 1918 году ушёл в знаменитый поход Яссы — Дон белогвардейский отряд полковника М. Г. Дроздовского.
В 1941 году город пережил один из самых кровопролитных погромов в истории еврейского народа.
В 1944 году город стал ареной ожесточённых боёв между наступавшей Красной Армией и румынско-немецкими войсками в ходе Ясско-Кишинёвской операции, в результате которых он был частично разрушен. Летом того же года советские войска заняли город.
Евреи начиная с XVIII века составляли значительную часть, а периодически и большинство населения города. В Яссах возник первый еврейский театр, игравший на идише. Во время Второй мировой войны большая часть еврейского населения была депортирована в Транснистрию и там погибла; почти все оставшиеся в живых в послевоенные годы репатриировались в Израиль.
В период коммунистического правления развивался административный центр Ясс. Тогда были построены многие заводы, которые стали промышленном комплексом.
Сегодня Яссы — один из главных культурных, научных и исторических центров Румынии. В городе находится множество исторических памятников, таких как Ясский университет, Дворец Культуры, Собор Святой Параскевы, старинные церкви, различные музеи и дома культуры.

## Культура

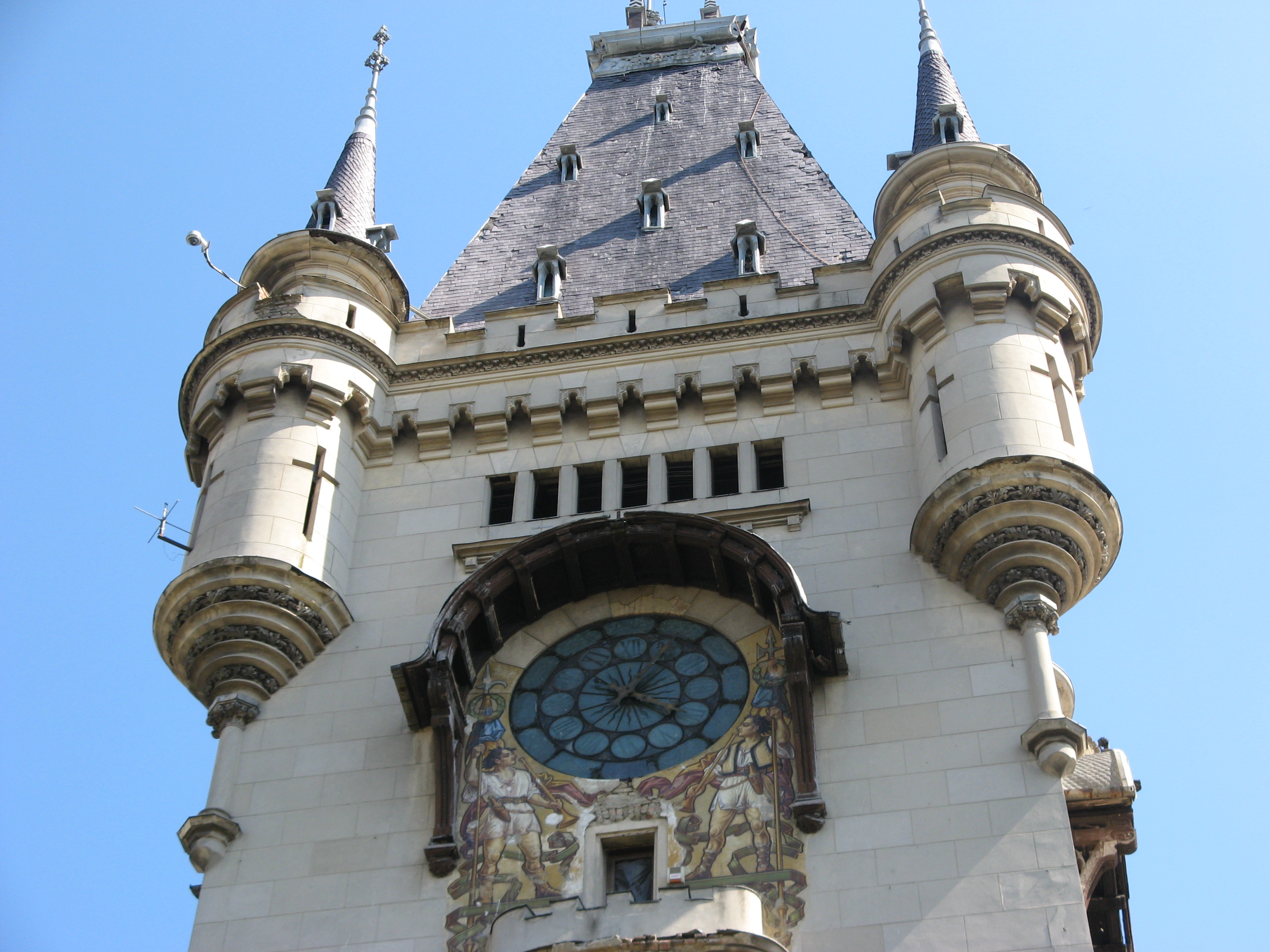
Дворец Культуры. Центральная башня

Город Яссы был одним из армянских культурных центров за пределами исторической Армении. В XIV—XVI вв. в церкви Святой Богоматери хранились средневековые армянские рукописи, которые сегодня находятся в Матенадаране, рукописных хранилищах ордена мхитаристов в Вене, Венеции, государственном архиве Клуж-Напоки и т. д. В Яссах творил поэт, автор тагов Акоп Тохатци.
Самое представительное культурное здание Ясс — Дворец Культуры. Дворец, называемый иногда символом города, был построен на руинах бывшего Королевского дворца Молдавии, в 1906—1925 годах, по проекту архитектора Иона Д. Берендея и по приказу короля Румынии Фердинанда. В дни монархии и в коммунистический период здесь размещался трибунал. Сегодня в нём находятся четыре музея: Музей истории Молдавии, Музей искусств, Этнографический музей и Музей механики.
Куранты дворца каждый час играют «Хор объединения» (написана Василем Александри и Александром Флетенмахером).
Другая достопримечательность — Парк Копоу, где находится липа Эминеску (по легенде, Михай Эминеску гулял возле неё, когда хотел получить вдохновение для своих шедевров). В парке Копоу находятся памятники множеству поэтов и писателей, а также Обелиск львов, первый общественный памятник Молдавского княжества до объединения.
Первый театр Румынии был создан в Яссах, в Копоу. Позже здание театра сгорело, и был создан другой театр — Национальный театр им. Василе Александри, находящийся напротив Ясской филармонии. Между собором святой Параскевы и Национальным театром располагается прекрасная эспланада.
Собор святой Параскевы и Церковь Трёх Святителей — значимые религиозные культурные центры Румынии. В церкви находились мощи святой Параскевы до их перемещения в собор.
Монастырь Трёх Святителей известен своими «кружевными» стенами и Готическим залом, где в 1643 году прошёл Ясский собор, который возглавил Пётр Могила.

## Религия
Большинство верующих жителей Ясс являются православными. Яссы — центр Молдавской и Буковинской митрополии.
Действует русская старообрядческая Успенская церковь.

### Монастыри
- Монастырь Галата (1582—1584)
- Монастырь Фрумоаса (1586)
- Монастырь Трёх Святителей (1635)
- Монастырь Подгория-Копоу (1638)
- Монастырь Голия (1650—1660)
- Монастырь Четэцуя (1668—1672)
- Монастырь Бучум (1853)

## Образование

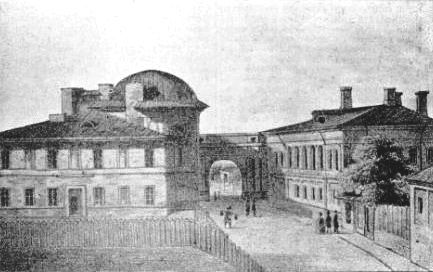
Бывшая Михайлянская Академия

В 1711 по приказу господаря Дмитрия Кантемира в городе Яссы была основана Королевская Академия.
В Яссах функционирует более 10 университетов, 20 лицеев, 40 школ и 50 детских садов.
Первое учебное заведение Ясс было основано в 1835 году и названо Михайлянской академией, в честь молдавского правителя Михаила Стурдза. В 1859 году Александру Ион Куза, первый правитель Румынии, основал в Яссах первый в Румынии университет, который сегодня носит его имя.
На месте Михайлянской Академии в 1900 году был создан Национальный колледж им. Михая Садовяну, где учились, в частности, сам Михаил Садовяну, Теофил Сименски, Николае Йорга, Филарет Скрибан, Семён Бэрнуцю, Калистрат Хогаш, Харитон Тиктин и Йонел Теодоряну.
Высшие учебные заведения Ясс:
- Ясский технический университет имени Георге Асаки
- Ясский университет
- Национальный колледж
- Национальный колледж имени К. Негруцци
- Национальный колледж имени Е. Раковицэ
- Национальный колледж имени Михая Эминеску

Учебные заведении Яссов
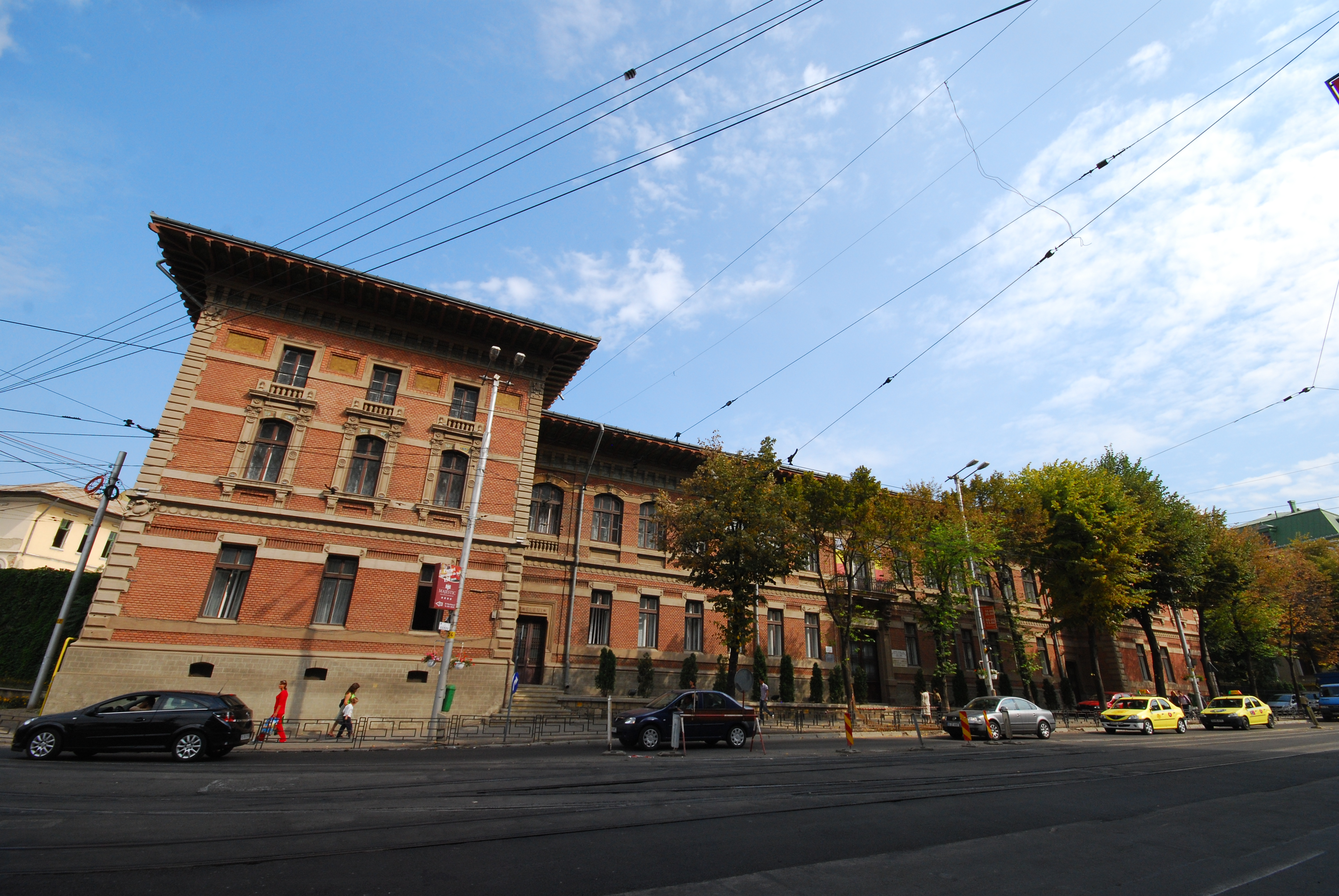
Национальный колледж Садовяну
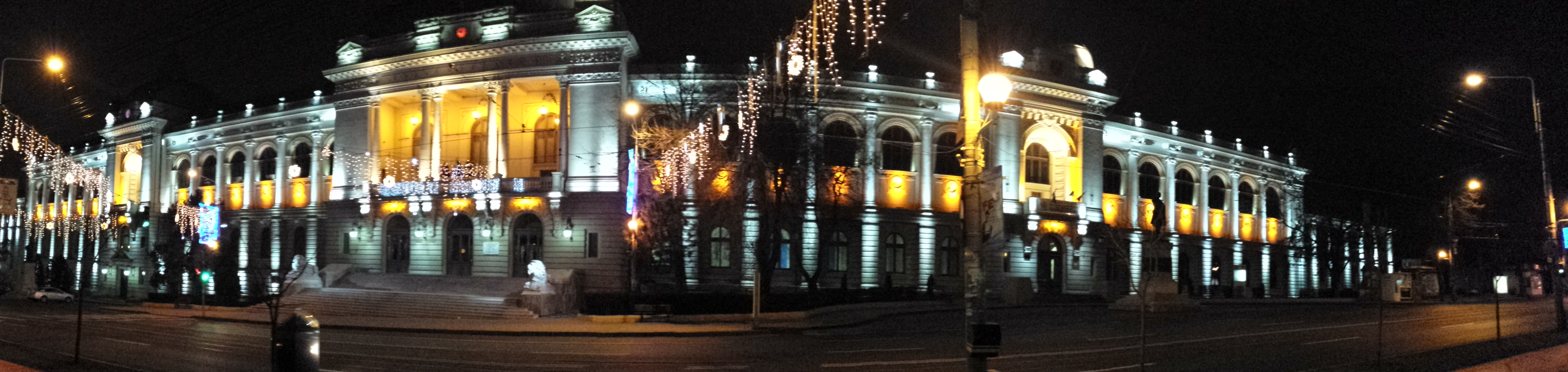
Ясский Университет
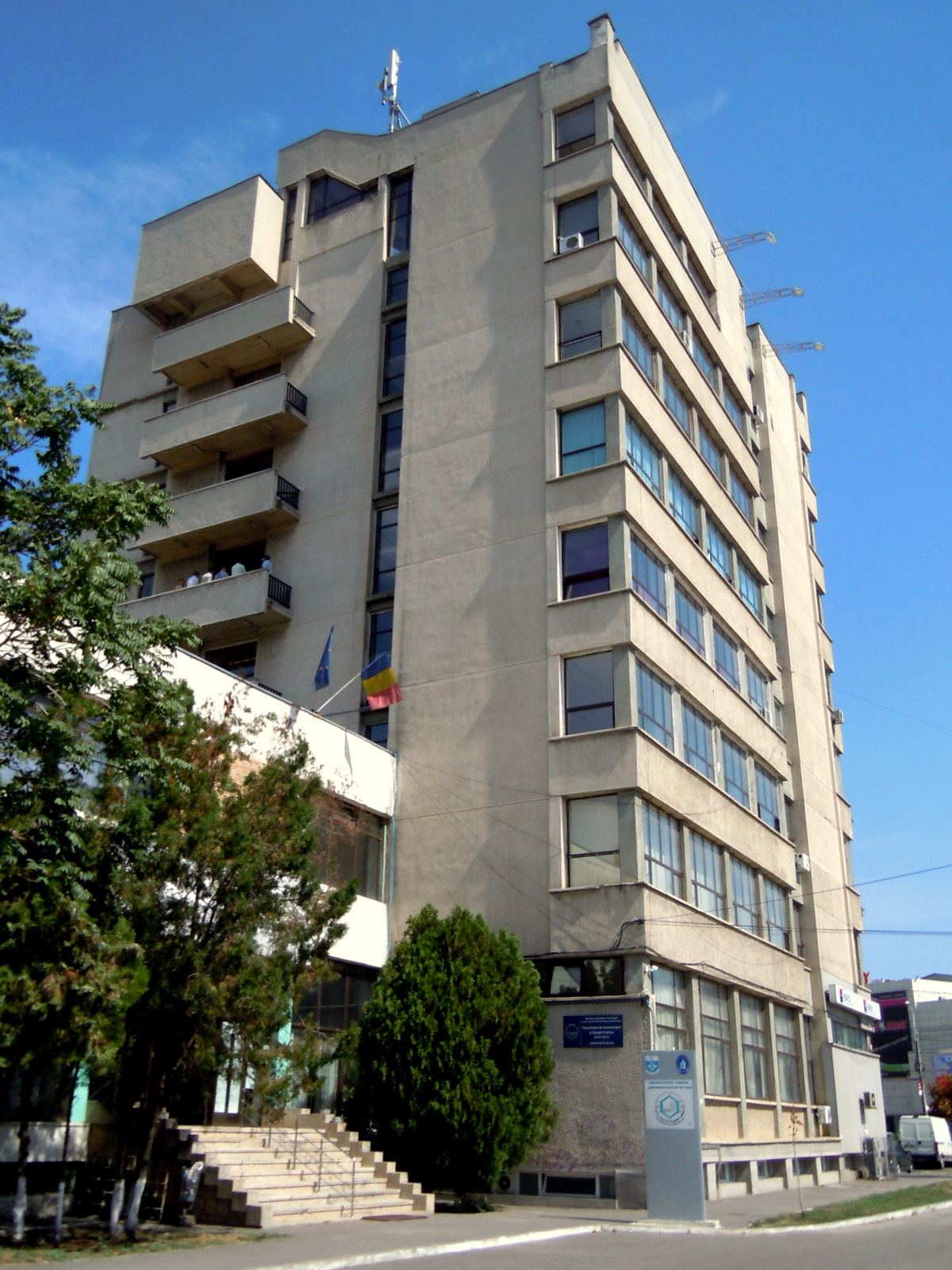
Технический Университет Георге Асаки
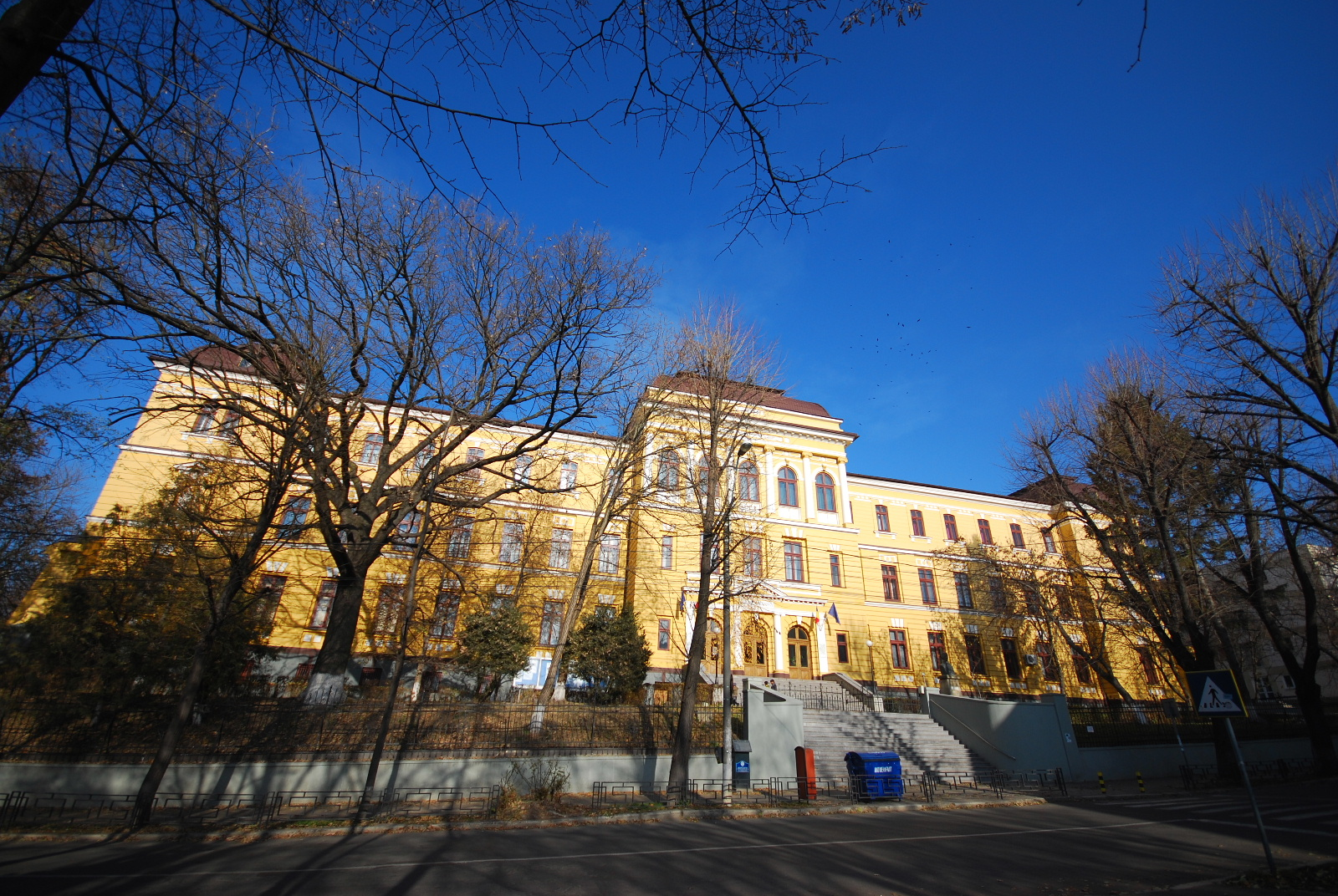
Национальный колледж Костаке Негруцци

## Города-побратимы
Яссы является городом-побратимом следующих городов:
- Ирбид, Иордания
- Кишинёв, Молдавия
- Асьют, Египет
- Атланта, США
- Филаччано, Италия
- Форано, Италия
- Ильюполис, Греция
- Исфахан, Иран
- Иерихон, Государство Палестина
- Рамле, Израиль
- Козани, Греция
- Монтеррей, Мексика
- Морлупо, Италия
- Наццано, Италия
- Падуя, Италия
- Перистерион, Греция
- Пуатье, Франция
- Родос, Греция
- Квебек, Канада
- Сант'Оресте, Италия
- Торрита-Тиберина, Италия
- Вильнёв-д'Аск, Франция
- Винница, Украина
- Сиань, КНР
- Велико-Тырново, Болгария
- Черновцы, Украина